# عقيب المستنقعات
عقيب المستنقعات أو مرزة المستنقعات أو عقيب المستنقعات الأسترالية أو صقر نيوزيلندا (الاسم العلمي: Circus approximans)، هو طائر جارح كبير القد نحيف ينتشر على نطاق واسع في أستراليا ويوجد أيضًا في نيوزيلندا وفيجي وفانواتو وكاليدونيا الجديدة و في بعض الجزر الواقعة تحت القطب الجنوبي.

## انظُر أيضًا
- صقر نيوزيلندا